# Loranga (läskedryck)
Loranga är en läskedryck som tillverkas av Krönleins bryggeri i Halmstad och Vasa Bryggeri i Sundsvall samt tidigare av Hammars Bryggeri i Hammar. Läsken har smak av apelsin och kan jämföras med Fanta, Jaffa och Zingo.
Loranga introducerades på den svenska marknaden 1934 av företaget Renellas fabriker som tillverkade råvaran i Nederländerna och sålde denna till svenska bryggerier.  Under 1940- och 1950-talen var drycken en av de största på den svenska marknaden tillsammans med andra klassiker som Pommac och Champis. 
1961 upphörde dåvarande Stockholms Förenade Bryggerier (Pripps) att distribuera Loranga i samband med att de lanserade sitt eget varumärke Zingo. Försäljningen av Loranga minskade därmed drastiskt. 1977 fick Norrköpingsföretaget Flavoring rättigheten att tillverka smakråvaran till Loranga (och senare varumärkesrättigheten). Under Flavorings ägo nylanserades Loranga med stor framgång och blev återigen en av de mest sålda läskedryckerna i Sverige. Flavoring utvecklade också varumärket genom introduktion av Loranga i Storbritannien, Tjeckien, Polen och Litauen. Dessutom som stilldrink i Finland, saftis i Sverige och Finland samt konfektyr i Sverige. Efter att Flavoring upphört med att marknadsföra egna varumärken kom varumärkesrättigheten att överföras till Krönleins Bryggeri i Halmstad och förekommer numera främst lokalt.  